# 开普勒-10b
克卜勒-10b是使用NASA的克卜勒望遠鏡發現，被確認的第一顆岩質系外行星。截至2011年1月克卜勒-10b也是使用凌日法發現的最小的系外行星。這顆系外行星的發現是以2009年5月至2011年1月，長達8個月的觀測資料為基礎，再輔以凱克天文台使用HIRSE的徑向速度測量確認了克卜勒-10b的存在。

## 恆星
系外恆星克卜勒-10，是第一顆被確認窩藏著小的凌日行星的一顆恆星，它一直被列在位於夏威夷的地基10米凱克望遠鏡優先觀測目標的頂端。克卜勒-10位於天龍座，距離我們的太陽系560光年，大小與太陽相似，估計這顆恆星的年齡已經有119億歲。

## 行星

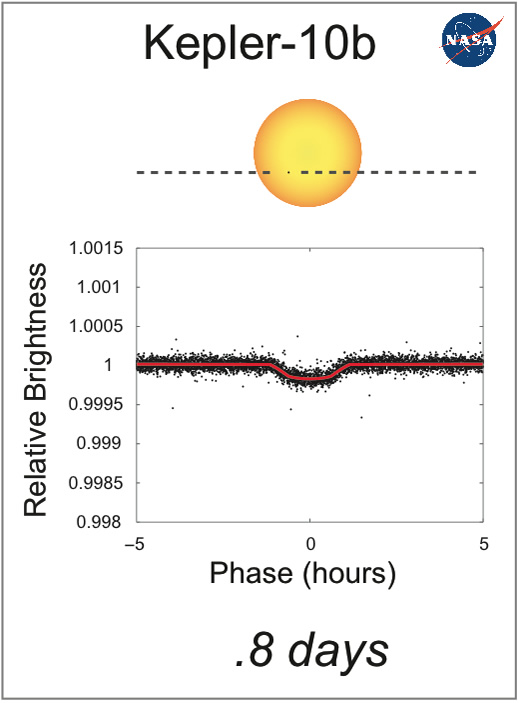
开普勒-10b光變曲線

克卜勒-10b的大小是地球的1.4倍，它繞行恆星的週期短於一天，距離連有水星到太陽距離的20分之一都不到。它的表面温度大約是1,600K，足以將黃金都熔解。

## 意義

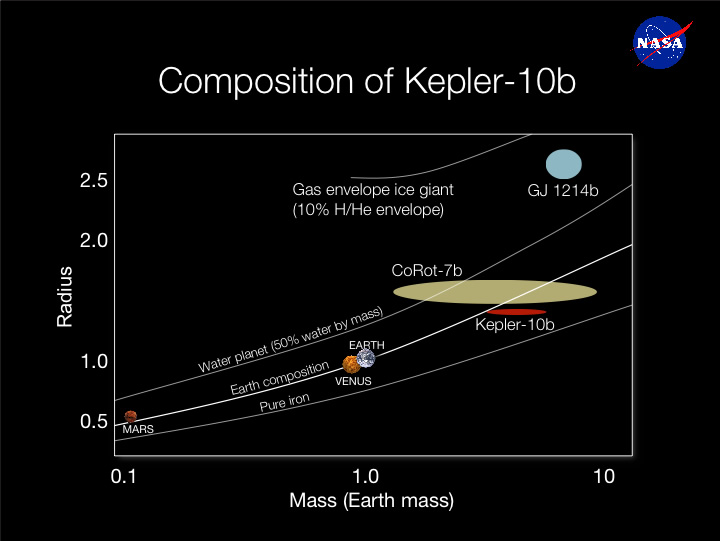
圖片顯示克卜勒-10b的與其它系外行星成分的比較。

克卜勒-10b的發現具有重大的意義，因為這增加並確認了發現比地球更大或更小的類似我們地球的岩質行星的可能性。

## 相關條目

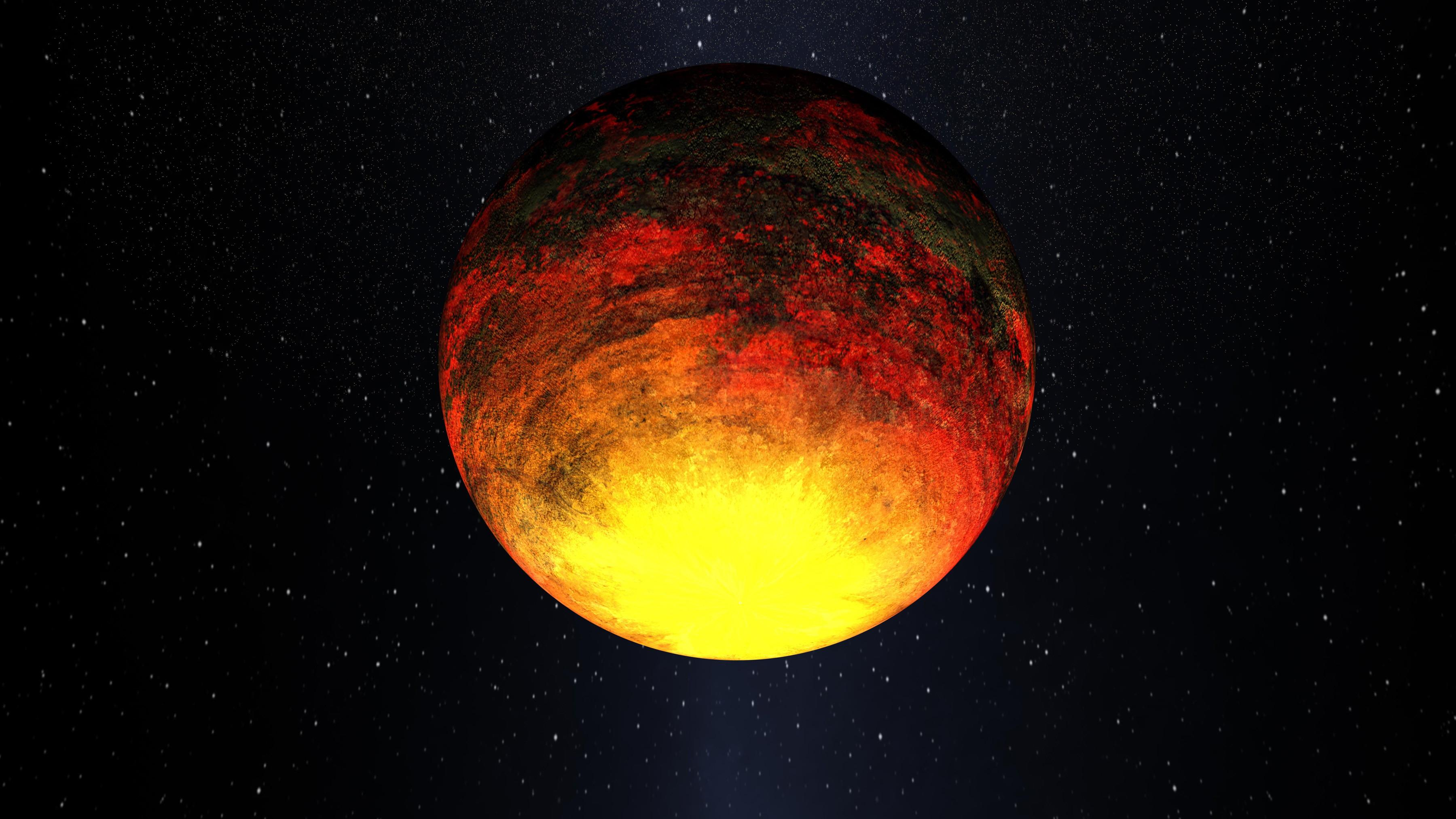
藝術家對克卜勒-10b的觀念。

## 外部連結
维基共享资源上的相關多媒體資源：开普勒-10b
- YouTube: Narrated Animation on Kepler-10b （页面存档备份，存于）
- Kepler Discoveries: Kepler-10b （页面存档备份，存于）